# Pandektvetenskap
Pandektvetenskap är den del av corpus iuris i den romerska rätten som innehöll rättsvetenskap. Den kom senare att utvecklas av Savigny och Puchta som var rättsvetenskapsmän.